# Distrito de Verdún
El distrito de Verdún es un distrito (en francés arrondissement) de Francia, que se localiza en el departamento de Mosa (en francés Meuse), de la región de Lorena. Cuenta con 15 cantones y 253 comunas.

## División territorial

### Cantones
Los cantones del Distrito de Verdún son:
1. Cantón de Charny-sur-Meuse
2. Cantón de Clermont-en-Argonne
3. Cantón de Damvillers
4. Cantón de Dun-sur-Meuse
5. Cantón de Étain
6. Cantón de Fresnes-en-Woëvre
7. Cantón de Montfaucon-d'Argonne
8. Cantón de Montmédy
9. Cantón de Souilly
10. Cantón de Spincourt
11. Cantón de Stenay
12. Cantón de Varennes-en-Argonne
13. Cantón de Verdun-Centre
14. Cantón de Verdun-Est
15. Cantón de Verdun-Ouest

### Comunas
| 1. Abaucourt-Hautecourt (55002)       | 2. Aincreville (55004)                  | 3. Ambly-sur-Meuse (55007)            | 4. Amel-sur-l'Étang (55008)            |
| 5. Ancemont (55009)                   | 6. Arrancy-sur-Crusne (55013)           | 7. Aubréville (55014)                 | 8. Autréville-Saint-Lambert (55018)    |
| 9. Avillers-Sainte-Croix (55021)      | 10. Avioth (55022)                      | 11. Avocourt (55023)                  | 12. Azannes-et-Soumazannes (55024)     |
| 13. Bantheville (55028)               | 14. Baulny (55033)                      | 15. Bazeilles-sur-Othain (55034)      | 16. Baâlon (55025)                     |
| 17. Beauclair (55036)                 | 18. Beaufort-en-Argonne (55037)         | 19. Beaumont-en-Verdunois (55039)     | 20. Belleray (55042)                   |
| 21. Belleville-sur-Meuse (55043)      | 22. Belrupt-en-Verdunois (55045)        | 23. Bezonvaux (55050)                 | 24. Billy-sous-Mangiennes (55053)      |
| 25. Blanzée (55055)                   | 26. Boinville-en-Woëvre (55057)         | 27. Bonzée (55060)                    | 28. Bouligny (55063)                   |
| 29. Boureuilles (55065)               | 30. Brabant-en-Argonne (55068)          | 31. Brabant-sur-Meuse (55070)         | 32. Brandeville (55071)                |
| 33. Braquis (55072)                   | 34. Bras-sur-Meuse (55073)              | 35. Breux (55077)                     | 36. Brieulles-sur-Meuse (55078)        |
| 37. Brocourt-en-Argonne (55082)       | 38. Brouennes (55083)                   | 39. Bréhéville (55076)                | 40. Buzy-Darmont (55094)               |
| 41. Béthelainville (55047)            | 42. Béthincourt (55048)                 | 43. Cesse (55095)                     | 44. Champneuville (55099)              |
| 45. Charny-sur-Meuse (55102)          | 46. Charpentry (55103)                  | 47. Chattancourt (55106)              | 48. Chaumont-devant-Damvillers (55107) |
| 49. Chauvency-Saint-Hubert (55110)    | 50. Chauvency-le-Château (55109)        | 51. Cheppy (55113)                    | 52. Châtillon-sous-les-Côtes (55105)   |
| 53. Cierges-sous-Montfaucon (55115)   | 54. Le Claon (55116)                    | 55. Clermont-en-Argonne (55117)       | 56. Cléry-le-Grand (55118)             |
| 57. Cléry-le-Petit (55119)            | 58. Combres-sous-les-Côtes (55121)      | 59. Consenvoye (55124)                | 60. Cuisy (55137)                      |
| 61. Cumières-le-Mort-Homme (55139)    | 62. Cunel (55140)                       | 63. Damloup (55143)                   | 64. Damvillers (55145)                 |
| 65. Dannevoux (55146)                 | 66. Delut (55149)                       | 67. Dieppe-sous-Douaumont (55153)     | 68. Dieue-sur-Meuse (55154)            |
| 69. Dombasle-en-Argonne (55155)       | 70. Dombras (55156)                     | 71. Dommartin-la-Montagne (55157)     | 72. Dommary-Baroncourt (55158)         |
| 73. Domremy-la-Canne (55162)          | 74. Doncourt-aux-Templiers (55163)      | 75. Douaumont (55164)                 | 76. Doulcon (55165)                    |
| 77. Dugny-sur-Meuse (55166)           | 78. Dun-sur-Meuse (55167)               | 79. Duzey (55168)                     | 80. Eix (55171)                        |
| 81. Esnes-en-Argonne (55180)          | 82. Flassigny (55188)                   | 83. Fleury-devant-Douaumont (55189)   | 84. Foameix-Ornel (55191)              |
| 85. Fontaines-Saint-Clair (55192)     | 86. Forges-sur-Meuse (55193)            | 87. Fresnes-en-Woëvre (55198)         | 88. Froidos (55199)                    |
| 89. Fromeréville-les-Vallons (55200)  | 90. Fromezey (55201)                    | 91. Futeau (55202)                    | 92. Gercourt-et-Drillancourt (55206)   |
| 93. Gesnes-en-Argonne (55208)         | 94. Gincrey (55211)                     | 95. Gouraincourt (55216)              | 96. Gremilly (55218)                   |
| 97. Grimaucourt-en-Woëvre (55219)     | 98. Gussainville (55222)                | 99. Génicourt-sur-Meuse (55204)       | 100. Halles-sous-les-Côtes (55225)     |
| 101. Han-lès-Juvigny (55226)          | 102. Hannonville-sous-les-Côtes (55228) | 103. Harville (55232)                 | 104. Haudainville (55236)              |
| 105. Haudiomont (55237)               | 106. Haumont-près-Samogneux (55239)     | 107. Heippes (55241)                  | 108. Hennemont (55242)                 |
| 109. Herbeuville (55243)              | 110. Herméville-en-Woëvre (55244)       | 111. Inor (55250)                     | 112. Iré-le-Sec (55252)                |
| 113. Les Islettes (55253)             | 114. Jametz (55255)                     | 115. Jouy-en-Argonne (55257)          | 116. Julvécourt (55260)                |
| 117. Juvigny-sur-Loison (55262)       | 118. Labeuville (55265)                 | 119. Lachalade (55266)                | 120. Lamouilly (55275)                 |
| 121. Landrecourt-Lempire (55276)      | 122. Laneuville-sur-Meuse (55279)       | 123. Lanhères (55280)                 | 124. Latour-en-Woëvre (55281)          |
| 125. Lemmes (55286)                   | 126. Liny-devant-Dun (55292)            | 127. Lion-devant-Dun (55293)          | 128. Lissey (55297)                    |
| 129. Loison (55299)                   | 130. Louppy-sur-Loison (55306)          | 131. Louvemont-Côte-du-Poivre (55307) | 132. Luzy-Saint-Martin (55310)         |
| 133. Maizeray (55311)                 | 134. Malancourt (55313)                 | 135. Mangiennes (55316)               | 136. Manheulles (55317)                |
| 137. Marchéville-en-Woëvre (55320)    | 138. Marre (55321)                      | 139. Martincourt-sur-Meuse (55323)    | 140. Marville (55324)                  |
| 141. Maucourt-sur-Orne (55325)        | 142. Merles-sur-Loison (55336)          | 143. Milly-sur-Bradon (55338)         | 144. Mogeville (55339)                 |
| 145. Moirey-Flabas-Crépion (55341)    | 146. Mont-devant-Sassey (55345)         | 147. Montblainville (55343)           | 148. Montfaucon-d'Argonne (55346)      |
| 149. Les Monthairons (55347)          | 150. Montigny-devant-Sassey (55349)     | 151. Montmédy (55351)                 | 152. Montzéville (55355)               |
| 153. Moranville (55356)               | 154. Morgemoulin (55357)                | 155. Mouilly (55360)                  | 156. Moulainville (55361)              |
| 157. Moulins-Saint-Hubert (55362)     | 158. Moulotte (55363)                   | 159. Mouzay (55364)                   | 160. Murvaux (55365)                   |
| 161. Muzeray (55367)                  | 162. Nantillois (55375)                 | 163. Nepvant (55377)                  | 164. Le Neufour (55379)                |
| 165. Neuvilly-en-Argonne (55383)      | 166. Nixéville-Blercourt (55385)        | 167. Nouillonpont (55387)             | 168. Olizy-sur-Chiers (55391)          |
| 169. Ornes (55394)                    | 170. Osches (55395)                     | 171. Pareid (55399)                   | 172. Parfondrupt (55400)               |
| 173. Peuvillers (55403)               | 174. Pillon (55405)                     | 175. Pintheville (55406)              | 176. Pouilly-sur-Meuse (55408)         |
| 177. Quincy-Landzécourt (55410)       | 178. Rambluzin-et-Benoite-Vaux (55411)  | 179. Rarécourt (55416)                | 180. Regnéville-sur-Meuse (55422)      |
| 181. Remoiville (55425)               | 182. Riaville (55429)                   | 183. Romagne-sous-Montfaucon (55438)  | 184. Romagne-sous-les-Côtes (55437)    |
| 185. Ronvaux (55439)                  | 186. Rouvres-en-Woëvre (55443)          | 187. Rouvrois-sur-Othain (55445)      | 188. Rupt-en-Woëvre (55449)            |
| 189. Rupt-sur-Othain (55450)          | 190. Récicourt (55419)                  | 191. Récourt-le-Creux (55420)         | 192. Réville-aux-Bois (55428)          |
| 193. Saint-André-en-Barrois (55453)   | 194. Saint-Hilaire-en-Woëvre (55457)    | 195. Saint-Jean-lès-Buzy (55458)      | 196. Saint-Laurent-sur-Othain (55461)  |
| 197. Saint-Pierrevillers (55464)      | 198. Saint-Remy-la-Calonne (55465)      | 199. Samogneux (55468)                | 200. Sassey-sur-Meuse (55469)          |
| 201. Saulmory-et-Villefranche (55471) | 202. Saulx-lès-Champlon (55473)         | 203. Senon (55481)                    | 204. Senoncourt-les-Maujouy (55482)    |
| 205. Septsarges (55484)               | 206. Sivry-la-Perche (55489)            | 207. Sivry-sur-Meuse (55490)          | 208. Sommedieue (55492)                |
| 209. Sorbey (55495)                   | 210. Les Souhesmes-Rampont (55497)      | 211. Souilly (55498)                  | 212. Spincourt (55500)                 |
| 213. Stenay (55502)                   | 214. Thierville-sur-Meuse (55505)       | 215. Thillot (55507)                  | 216. Thonne-la-Long (55508)            |
| 217. Thonne-le-Thil (55509)           | 218. Thonne-les-Près (55510)            | 219. Thonnelle (55511)                | 220. Tilly-sur-Meuse (55512)           |
| 221. Trésauvaux (55515)               | 222. Vacherauville (55523)              | 223. Vadelaincourt (55525)            | 224. Varennes-en-Argonne (55527)       |
| 225. Vaudoncourt (55535)              | 226. Vauquois (55536)                   | 227. Vaux-devant-Damloup (55537)      | 228. Velosnes (55544)                  |
| 229. Verdun (55545)                   | 230. Verneuil-Grand (55546)             | 231. Verneuil-Petit (55547)           | 232. Vigneul-sous-Montmédy (55552)     |
| 233. Ville-devant-Chaumont (55556)    | 234. Ville-en-Woëvre (55557)            | 235. Ville-sur-Cousances (55567)      | 236. Villers-devant-Dun (55561)        |
| 237. Villers-lès-Mangiennes (55563)   | 238. Villers-sous-Pareid (55565)        | 239. Villers-sur-Meuse (55566)        | 240. Villécloye (55554)                |
| 241. Vilosnes-Haraumont (55571)       | 242. Vittarville (55572)                | 243. Véry (55549)                     | 244. Warcq (55578)                     |
| 245. Watronville (55579)              | 246. Wavrille (55580)                   | 247. Wiseppe (55582)                  | 248. Woël (55583)                      |
| 249. Écouviez (55169)                 | 250. Écurey-en-Verdunois (55170)        | 251. Les Éparges (55172)              | 252. Épinonville (55174)               |
| 253. Étain (55181)                    | 254. Éton (55182)                       | 255. Étraye (55183)                   |                                        |